# Kerr Omar Saine
Kerr Omar Saine ist eine Ortschaft im westafrikanischen Staat Gambia.
Nach einer Berechnung für das Jahr 2013 leben dort etwa 1082 Einwohner, das Ergebnis der letzten veröffentlichten Volkszählung von 1993 betrug 807.

## Geographie
Kerr Omar Saine liegt am nördlichen Ufer des Gambia-Flusses in der North Bank Region, Distrikt Jokadu. Der Ort liegt rund 4,3 Kilometer nördlich der North Bank Road bei Kuntaya.